# Conquête des îles Canaries
Batailles
Bataille d'Aguere, Bataille d'Acentejo (en)

Localisation des Îles Canaries.

La conquête des îles Canaries par la Couronne de Castille a eu lieu entre 1402 et 1496. Elle peut être divisée en deux grandes périodes, la Conquista señorial, réalisée par la noblesse castillane en échange d'une alliance d'allégeance à la Couronne, et de la Conquista realenga, réalisée par la couronne espagnole elle-même, sous le règne des « Rois catholiques ». Elle fait face à la résistance des Guanches, autochtones des îles Canaries.